# Myung Rye-hyun
Myung Rye-hyun (Pyongyang, 14 de abril de 1926) é um ex-futebolista e treinador norte-coreano.

## Carreira
Myung Rye-hyun comandou o histórico elenco da Seleção Norte-Coreana de Futebol, na Copa do Mundo de 1966, teve o feito de levar a primeira seleção asiática para uma segunda rodada.